# Семпулкі
Семпулкі (пол. Sempółki) — село в Польщі, у гміні Поддембиці Поддембицького повіту Лодзинського воєводства.
Населення — 105 осіб (2011).
У 1975-1998 роках село належало до Серадзького воєводства.

## Демографія
Демографічна структура станом на 31 березня 2011 року:
|          | Загалом | Допрацездатний вік | Працездатний вік | Постпрацездатний вік |
| -------- | ------- | ------------------ | ---------------- | -------------------- |
| Чоловіки | 51      | 13                 | 33               | 5                    |
| Жінки    | 54      | 10                 | 34               | 10                   |
| Разом    | 105     | 23                 | 67               | 15                   |